# Національні меншини
Націонáльні менш́ини — фізичний масив (група) людей некорінного етнічного статусу, які живуть у сучасному для себе етносередовищі. Національна меншина включає осіб, які мають громадянство і, за визначенням, не відіграють провідної ролі в суспільстві.
Поняття національної меншини введене до вжитку ідеологами австромарксизму у контексті опрацювання проблеми відносин між «державними» й «недержавними» націями та розробки концепції національноперсональної (екстериторіальної) автономії.

## Україна
За законодавством України до національних меншин належать групи громадян України, які не є українцями за національністю, що виявляють почуття національного самоусвідомлення та спільності між собою.
21 вересня 2023 року, Верховна Рада України підтримала законопроєкт № 9610 «Про внесення змін до Закону України «Про національні меншини (спільноти) України» щодо деяких питань реалізації прав і свобод осіб, які належать до національних меншин (спільнот) України, «за» проголосувало 318 народних депутатів.